# موریارتی (رمان)
موریارتی خواننده اش را به دنیای تاریک و پیچیده شرلوک هولمز و پروفسور جیمز موریارتی بازمی‌گرداند موریارتی مرده و حالا کسی نیست تا جای اورا در دنیای جنایت بگیرد. این کتاب در سال ۲۰۱۴ نوشته شده توسط آنتونی هوروویتس است.

## داستان
اتفاقات این کتاب پس از نبرد سرنوشت ساز هولمز و موریارتی و سقوط آنها از آبشار رایشنباخ آغاز می‌شود. چند روز پس از ناپدیدشدن آنها، فردریک چیس، یکی از مأموران آژانس کارآگاهی پینکرتون در نیویورک با هشداری جدی به سوییس می‌آید: مرگ موریارتی خلاء بزرگی را در دنیای جرم و جنایت لندن به جا گذاشته که یکی از خبیث‌ترین جنایتکاران آمریکا قصد پر کردن آن را دارد.
آتلنی جونز، کارآگاه اسکاتلند یارد در تحقیقات چیس به کمک او می‌شتابد و این دو دست به دست هم می‌دهند تا جنایتکاری را که رعب و وحشت را به دل ساکنان لندن انداخته و مصمم است جای خالی موریارتی را پرکند، پیداکنند؛ ولی آیا حقیقت واقعاً چیزی است که آن دو باور دارند؟